# Heitor Marcelino Domingues
Heitor Marcelino Domingues (San Paolo, 20 dicembre 1898 – San Paolo, 21 settembre 1972) è stato un calciatore brasiliano, di ruolo attaccante.

## Caratteristiche tecniche
Giocava come attaccante, ricoprendo il ruolo di centravanti. Fu inoltre atleta versatile, in grado di praticare, nel corso della sua vita, pallacanestro, atletica leggera e pallavolo: in tutte queste discipline, gareggiò per il Palestra Itália.

## Carriera

### Club
Cresciuto nel Mackenzie e approdato al calcio professionistico con l'Americano, arrivò al Palestra Itália nel 1916. Dato che detta società era una polisportiva, praticò contemporaneamente più discipline, arrivando anche a primeggiare nella pallacanestro; tuttavia, fu nel calcio che Heitor si mise maggiormente in luce. Nel 1920 segnò sei reti in una sola partita, stabilendo il primato per il maggior numero di gol segnati con la maglia del Palestra Itália (e del Palmeiras) in un singolo incontro; fu inoltre il realizzatore della prima marcatura dell'Estádio Palestra Itália. La sua fama, a livello nazionale, arrivò a rivaleggiare con quella di Arthur Friedenreich, altro calciatore che militava nelle squadre dello stato di San Paolo, e Heitor divenne uno dei primi idoli della società palmeirense. Negli anni venti e trenta fu tra i principali interpreti del calcio brasiliano, facendo parte della selezione nazionale e vincendo per quattro volte il titolo statale. Ha inoltre stabilito il record di maggior numero di gol segnati nella selezione Paulista in una singola gara: sette, realizzati contro la selezione del Paraná. Con la maglia verde del Palestra Itália ha marcato 327 reti in 358 partite. Si ritirò nel 1931.

### Nazionale
Debuttò segnando a diciotto anni con la maglia del Brasile, divenendo così il più giovane ad aver fatto ciò nella storia della Nazionale. Nel 1919 prese parte a Brasile 1919, e giocò da titolare ogni incontro meno il primo: andò anche a segno contro l'Argentina, realizzando la rete del provvisorio 1-0 al ventiduesimo minuto. Il Brasile vinse quel torneo, e Heitor divenne pertanto campione del Sud America. Nel 1922 il centravanti venne nuovamente incluso nei convocati per un Sudamericano, quello di Brasile 1922; stavolta, si alternò con Arthur Friedenreich nel ruolo di terminale offensivo, non marcando alcun gol ma scendendo in campo in finale al posto proprio del brasiliano d'origini tedesche.

## Palmarès

### Club

#### Competizioni nazionali
- Campionato paulista: 4

Palmeiras: 1920, 1926, 1926, 1927

### Nazionale
- Campeonato Sudamericano de Football: 2

Brasile 1919, Brasile 1922

### Individuale
- Capocannoniere del Campionato Paulista: 2

1926 (13 gol), 1928 (16 gol)